# Високий суд Делі
Високий суд Делі (англ. Delhi High Court, гінді दिल्ली उच्च न्यायालय) — високий суд Національної столичної території Делі.
Високий суд Делі було засновано 31 жовтня 1966 року. З 21 березня 1919 року Делі підпадало під юрисдикцію Високого суду Лахора, а після Розділу Британської Індії перепідпорядковано Високому суду Пенджаба.